# Motor Lublin (piłka nożna) w sezonie 1959
Sezon 1959 był dla Motoru Lublin 6. sezonem na trzecim szczeblu ligowym. W osiemnastu rozegranych spotkaniach, Motor zdobył 24 punkty i zajął drugie miejsce w tabeli. Trenerem zespołu był Leon Kozłowski.

## Przebieg sezonu
W lutym piłkarze Motoru rozpoczęli udział w „turnieju czterech Stali”, którego zwycięzca miał otrzymać puchar Związku Zawodowego Metalowców Okręgu Lubelskiego. W pierwszym meczu rozegranym 8 lutego na Wieniawie, Motor pokonał Stal Poniatową 4:0, po bramkach Piroga, A. Pieszka, Jezierskiego i Kalinowskiego. W drugiej kolejce lubelski zespół zremisował na wyjeździe ze Stalą Kraśnik 2:2. W meczu ze Stalą Poniatowa Motor wystąpił w składzie: bramkarz Matraszek oraz Majewski, Dudziak, Dworakowski, A. Pieszek, Muciek, Jezierski, B. Pieszek, Barszczewski, Piróg, Drzewiecki i rezerwowy Kalinowski. W rundzie wiosennej występowali ponadto Szafrański, Chromik, który przyszedł z Gwardii Chełm, Jakubiec i bramkarz Porwisz. Kapitanem zespołu był Ryszard Pieszek. 3 czerwca Motor pokonał Stal Kraśnik w meczu o puchar Związku Zawodowego Metalowców 4:3 po zwycięskiej bramce w ostatniej minucie zdobytej przez Barszczewskiego i zapewnił sobie zwycięstwo w całym turnieju. Po remisie z Unią Lublin w dziewiątej rundzie spotkań, Motor został mistrzem rundy wiosennej.
Przed ostatnią kolejką spotkań Motor miał punkt przewagi nad lubelską Unią, z którą mierzył się w decydującym spotkaniu o mistrzostwo ligi okręgowej w środę, 16 września 1959, na stadionie Lublinianki. W obecności 8 tysięcy widzów Unia wygrała 2:0 i przystąpiła do baraży o wejście do II ligi.

## Mecze ligowe w sezonie 1959
| Data             | Przeciwnik       | D/W | Miejsce             | Wynik M/P | Strzelcy                                                         | Źródło        |
| ---------------- | ---------------- | --- | ------------------- | --------- | ---------------------------------------------------------------- | ------------- |
|                  |                  |     |                     |           |                                                                  |               |
| RUNDA WIOSENNA   |                  |     |                     |           |                                                                  |               |
|                  |                  |     |                     |           |                                                                  |               |
| 5 kwietnia 1959  | Orlęta Łuków     | D   | Stadion Lublinianki | 4:0       | Jezierski 1', Drzewiecki 65', A. Pieszek 88', Kalinowski 89'     | [ 10 ] [ 11 ] |
| 12 kwietnia 1959 | Gwardia Chełm    | W   | Chełm               | 2:1       | B. Pieszek 1', Jezierski 13'                                     | [ 12 ] [ 13 ] |
| 19 kwietnia 1959 | Technik Zamość   | W   | Zamość              | 2:0       | Jezierski ?'                                                     | [ 14 ] [ 15 ] |
| 25 kwietnia 1959 | Stal Kraśnik     | D   | Stadion Budowlanych | 0:0       |                                                                  | [ 5 ]         |
| 3 maja 1959      | Stal Poniatowa   | W   | Poniatowa           | 0:2       |                                                                  | [ 16 ]        |
| 9 maja 1959      | KS Lublinianka   | D   | Stadion Budowlanych | 0:2       |                                                                  | [ 17 ]        |
| 23 maja 1959     | Budowlani Lublin | W   | Stadion Budowlanych | 4:0       | Kalinowski 8', Barszczewski 38', Piróg 80', A. Pieszek 84'       | [ 6 ] [ 18 ]  |
| 6 czerwca 1959   | Hetman Zamość    | D   | Stadion Lublinianki | 2:0       | Piróg ?', Kalinowski ?'                                          | [ 19 ] [ 20 ] |
| 16 czerwca 1959  | Unia Lublin      | W   | Stadion Lublinianki | 1:1       | R. Pieszek ?'                                                    | [ 21 ] [ 22 ] |
|                  |                  |     |                     |           |                                                                  |               |
| RUNDA JESIENNA   |                  |     |                     |           |                                                                  |               |
|                  |                  |     |                     |           |                                                                  |               |
| 26 lipca 1959    | Orlęta Łuków     | W   | Łuków               | 5:2       | brak danych                                                      | [ 23 ]        |
| 1 sierpnia 1959  | Gwardia Chełm    | D   | Stadion Lublinianki | 5:1       | Kalinowski 12', 24', Piróg 14', R. Pieszek 58', Barszczewski 64' | [ 24 ]        |
| 9 sierpnia 1959  | Technik Zamość   | D   | Stadion Lublinianki | 1:1       | Wieczorek 40' (sam)                                              | [ 25 ] [ 26 ] |
| 15 sierpnia 1959 | Stal Kraśnik     | W   | Kraśnik             | 1:0       | B. Pieszek 84'                                                   | [ 27 ] [ 28 ] |
| 23 sierpnia 1959 | Stal Poniatowa   | D   | Stadion Lublinianki | 1:3       | Kalinowski 49'                                                   | [ 29 ] [ 30 ] |
| 30 sierpnia 1959 | KS Lublinianka   | W   | Stadion Lublinianki | 2:0       | Barszczewski 49', Piróg 68'                                      | [ 31 ] [ 32 ] |
| 5 września 1959  | Budowlani Lublin | D   | Stadion Lublinianki | 4:1       | Barszczewski ?', Chromik ?', Szafrański ?', bramka sam. ?'       | [ 33 ]        |
| 13 września 1959 | Hetman Zamość    | W   | Zamość              | 1:1       | Szafrański 6'                                                    | [ 34 ] [ 35 ] |
| 16 września 1959 | Unia Lublin      | D   | Stadion Lublinianki | 0:2       |                                                                  | [ 9 ]         |

## Tabela lubelskiej ligi okręgowej
| Poz | Klub             | M  | Pkt | Bz | Bs |
| --- | ---------------- | -- | --- | -- | -- |
| 1.  | Unia Lublin      | 18 | 25  | 35 | 21 |
| 2.  | Motor Lublin     | 18 | 24  | 35 | 17 |
| 3.  | Hetman Zamość    | 18 | 23  | 37 | 23 |
| 4.  | Technik Zamość   | 18 | 22  | 29 | 24 |
| 5.  | KS Lublinianka   | 18 | 18  | 41 | 29 |
| 6.  | Stal Kraśnik     | 18 | 18  | 40 | 30 |
| 7.  | Budowlani Lublin | 18 | 17  | 28 | 33 |
| 8.  | Stal Poniatowa   | 18 | 16  | 20 | 31 |
| 9.  | Orlęta Łuków     | 18 | 13  | 35 | 59 |
| 10. | Gwardia Chełm    | 18 | 5   | 17 | 52 |

Poz – pozycja, M – rozegrane mecze, Pkt – punkty, Bz – bramki zdobyte, Bs – bramki stracone